# チームZ 3rd Stage「三角函數」公演
GNZ48 チームZ 3rd Stage「三角函數」公演は、GNZ48チームZの3rd公演である。GNZ48チームZの初のオリジナル公演。

## 公演内容

### 曲目
本編
1. overture
（作曲・編曲：尾澤拓実）
全GNZ48公演共通である。
2. SINgle
（SINgle，作詞：Mayu Huang/黄楓宜、作曲：Mcflied Chicken、編曲：Mcflied Chicken）
3. COSplay
（COSplay，作詞：三本目、作曲：Mcflied Chicken、編曲：Mcflied Chicken）
4. やってみよう
（试试吧，作詞：呂孝廷、作曲：呂孝廷、編曲：呂孝廷）
5. 三角函數
（三角函数，作詞：Mayu Huang/黄楓宜、作曲：PROJECT M、編曲：PROJECT M）
6. 専属位置
（专属位置，作詞：Mayu Huang/黄楓宜、作曲：PROJECT M、編曲：PROJECT M）
7. いっしょに歩く
（同行，作詞：Mayu Huang/黄楓宜、作曲：金源奕/朴志娟、編曲：金源奕/朴志娟）
8. Universe
（Universe，作詞：呂孝廷、作曲：呂孝廷、編曲：呂孝廷）
9. NaCI
（NaCI，作詞：田納、作曲：金源奕/朴志娟、編曲：金源奕）
10. 少し足りない
（就差一点点，作詞：Mayu Huang/黄楓宜、作曲：RICK NEGAN、編曲：RICK NEGAN）
11. 模範生
（模范生，作詞：三本目、作曲：Shaliponte、編曲：Shaliponte）
12. 2024年2月29日
（2024年2月29日，作詞：田納、作曲：OKBOYS、編曲：OKBOYS）
13. 結伴
（结伴，作詞：三本目、作曲：金源奕/朴志娟、編曲：金源奕/朴志娟）
14. 不秀鋼
（不秀钢，作詞：田納、作曲：金源奕/朴志娟、編曲：金源奕）

アンコール
1. 聚変裂
（聚变裂，作詞：楊彤、作曲：Shaliponte、編曲：Shaliponte）
2. Zen
（Zen，作詞：三本目、作曲：Shaliponte、編曲：Shaliponte）
3. Z You Again
（Z You Again，作詞：Mayu Huang/黄楓宜、作曲：RICK NEGAN、編曲：RICK NEGAN）

## GNZ48 チームZ 3rd Stage「三角函數」公演
公演期間
2018年1月12日 -
出演メンバー
梁婉琳・杜秋霖・王秭歆・張秋怡・何夢瑤・楊媛媛・陳桂君・余芷媛・陳梓熒・楊可璐・龍亦瑞・農燕萍・王偲越・王炯義・王翠菲・畢瑞珊

ユニット曲担当
- 専属位置（梁婉琳、杜秋霖、余芷媛、陳梓熒）
- いっしょに歩く（楊可璐、龍亦瑞、何夢瑤）
- Universe（王秭歆、張秋怡、農燕萍）
- NaCI（王偲越、王炯義、王翠菲、畢瑞珊）
- 少し足りない（楊媛媛、陳桂君）